# Imeong Conservation Area
Das Imeong Conservation Area ist ein Schutzgebiet mit einer Fläche von ca. 3263,3 km² (1,250 sqm) im Westen der Insel Babeldaob im Inselstaat Palau. Das Schutzgebiet soll nicht nur die Naturräume schützen, sondern auch die darin liegenden wichtigen kulturellen Stätten.

## Geographie
Das Schutzgebiet erstreckt sich über den Süden des administrativen Staates (Verwaltungsgebiet) Ngeremlengui und wird durch die Karamadoo Bay von Ngatpang getrennt. In dem Gebiet befinden sich einige der höchsten Gipfel der Insel, wodurch auch wichtige Flusssysteme für den Westen der Insel entstehen. Das Gebiet wird beherrscht von den vier Bergen Etiruir, Tmerou, Sechedui und Ngeruach. Etiruir ist der zweithöchste Berg in Palau mit einer Höhe von 213 m über dem Meer.

### Ökosysteme
Das Gebiet enthält zahlreiche verschiedene Habitate und Ökosysteme, unter anderem Tropischer Regenwald, Savanne und Mangrovensümpfe. Zahlreiche kleine Flüsse ergießen sich in die Mangroven uns bilden scharfe Grate in der Landschaft.

### Historische Stätten
Neben den Naturschätzen befinden sich auch zahlreiche historische Stätten in dem Gebiet. Unter anderem die Ii ra Milad-Sacred Rock Shelter, die heiligste Stätte Palaus, sowie Ngeruach und das Ngerutechei-Traditional Village.
Ii ra Milad ist eine Grotte, die früher als Unterstand gedient hat und durch die ein kleiner Bach fließt. Man findet dort mehrere schüsselförmige Vertiefungen (mortar or hollowed areas), sowie Petroglyphen. Im Zweiten Weltkrieg lebten auch japanische Soldaten in dem Gebiet und man findet noch Munition und andere Artefakte.
Milad ist der Name einer Göttin, die in der Grotte gelebt haben soll und die als Ur-Mutter aller Palauer verehrt wird.
Das Ngerutechei Traditional Village ist ein gut erhaltenes Beispiel eines traditionellen palauischen Dorfes mit Stein-Pfaden zwischen den Haus-Terrassen, Badebecken, dem Council of Chiefs Meeting House, Bootsanlegern und anderen. Die zugehörigen Überlieferungen besagen, dass dort die Götter die Häuptlings-Titel an die Menschen von Imong übergeben hätten.
Weitere ältere Stätten sind Terrassen in der Savanne, die im letzten Jahrhundert vor Christus entstanden sein sollen. Und zu den historischen Stätten gehören auch mehrere japanische Verteidigungs-Komplexe.

## Flora
Eine Studie 2004 sammelte über 100 verschiedene Pflanzenarten aus 57 Familien mit 15 endemischen und 59 einheimischen Arten. Außerdem wurden einige nicht identifizierte Exemplare gefunden. Im Tal von Sechedui und Ngeruach wurden 94 Vogelarten aus 12 Familien gezählt, von denen 10 endemisch für Palau sind.

## Welt-Naturerbe
Das Gebiet wurde am 26. August 2004 auf die Tentativliste des UNESCO-Welterbes gesetzt in der Kategorie Mixed (Cultural + Natural).